# 塞斯纳206
塞斯纳205、206和207，又被称作Stationair，是由塞斯纳飞行器公司基于广受欢迎的塞斯纳210发展而来的单引擎轻型飞机，被广泛应用于小型商业飞行和私人用途。
高性能的发动机、坚固的机体和宽大的机舱令塞斯纳206系列能够在复杂的环境下执行飞行任务，塞斯纳称其为“空中的SUV”。 这些飞机还被用于航空摄影、跳伞等其他用途，或是在经过内部装修后当作私人飞机。 市面上也能找到供206使用的浮筒等配件。
从1962年到2006年，塞斯纳生产了超过8,509架205、206和207飞机，至今该系列飞机仍在生产中。

## 意外事故
- 1972年7月24日，一名27岁的飞行学员驾机误入科羅拉多州阿斯彭附近的一处峡谷，并在试图掉头时失速坠毁。 机上四人全部遇难，包括企业家、赛车手兰斯·雷文洛（英语：Lance Reventlow）。 [2]

## 性能参数（206H Stationair）
参考资料：Jane's All The World's Aircraft 2003–2004
基本信息
- 机组：1位驾驶员
- 容量：5位乘客
- 長度：28英尺3英寸（8.61）
- 翼展：36英尺0英寸（10.97）
- 高度：9英尺31⁄2英寸（2.832）
- 机翼面积：175.5平方英尺（16.30平方）
- 空重：2,176英磅（987）
- 最大起飛重量：3,600英磅（1,633）
- 发动机：1台莱康明 IO-540-AC1A自然吸气水平对置六缸发动机，300匹馬力（220千瓦特）
- 螺旋桨：3桨叶麦考利金属叶片螺旋桨

性能
- 最大速度：174英里每小時（280每小時；151節）（海平面）
- 巡航速度：163英里每小時（262每小時；142節）(6,200英尺（1,900米），75%动力）
- 失速速度：63英里每小時（101每小時；55節）（襟翼放下时）
- 航程：840英里（730海里；1,352）（ 6,500英尺（2,000米），油箱加满）/ 45分钟
- 升限：15,700英尺（4,800）
- 爬升率：988英尺每分鐘（5.02每秒）

## 图集

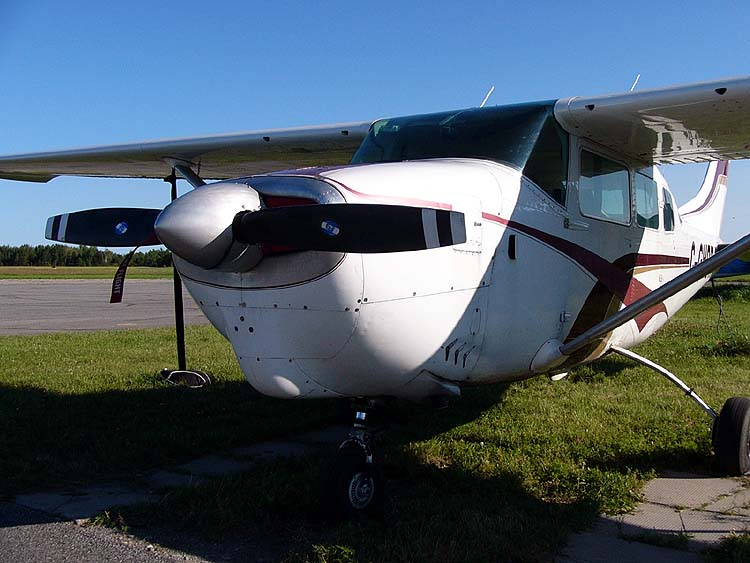
一台塞斯纳205，可以看到其独特的整流罩设计
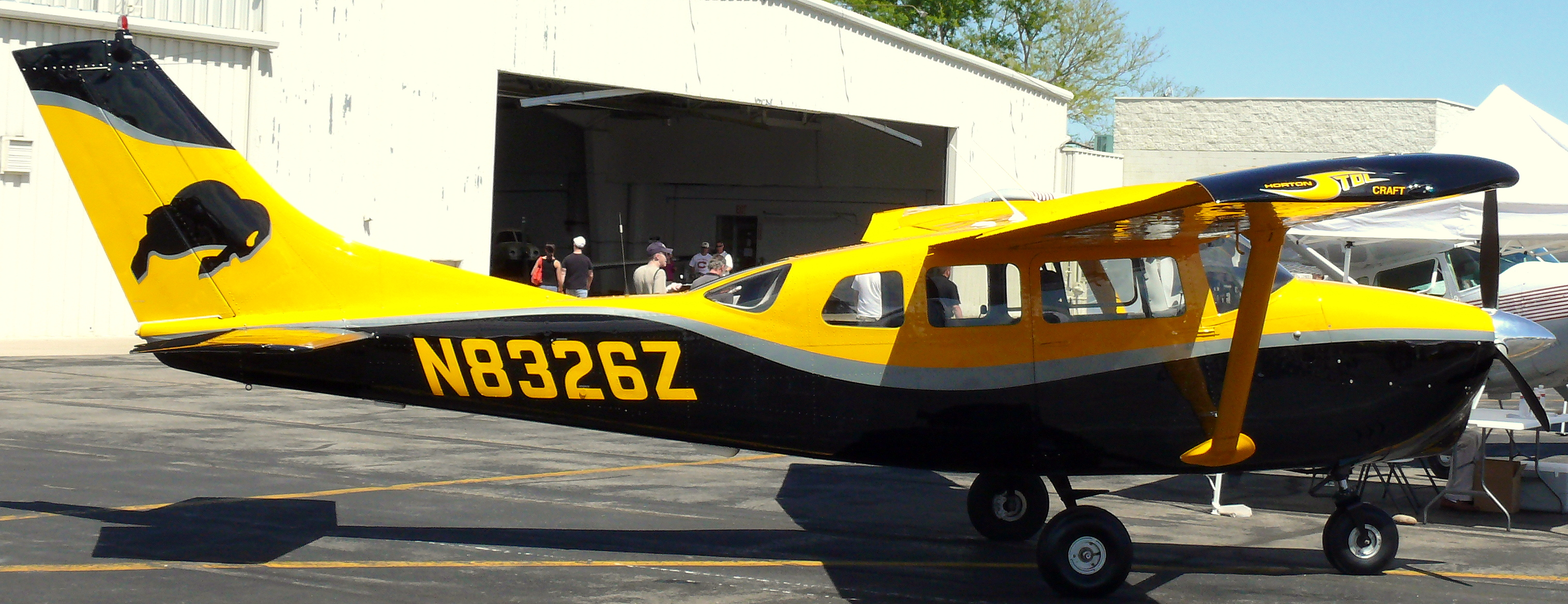
塞斯纳205A
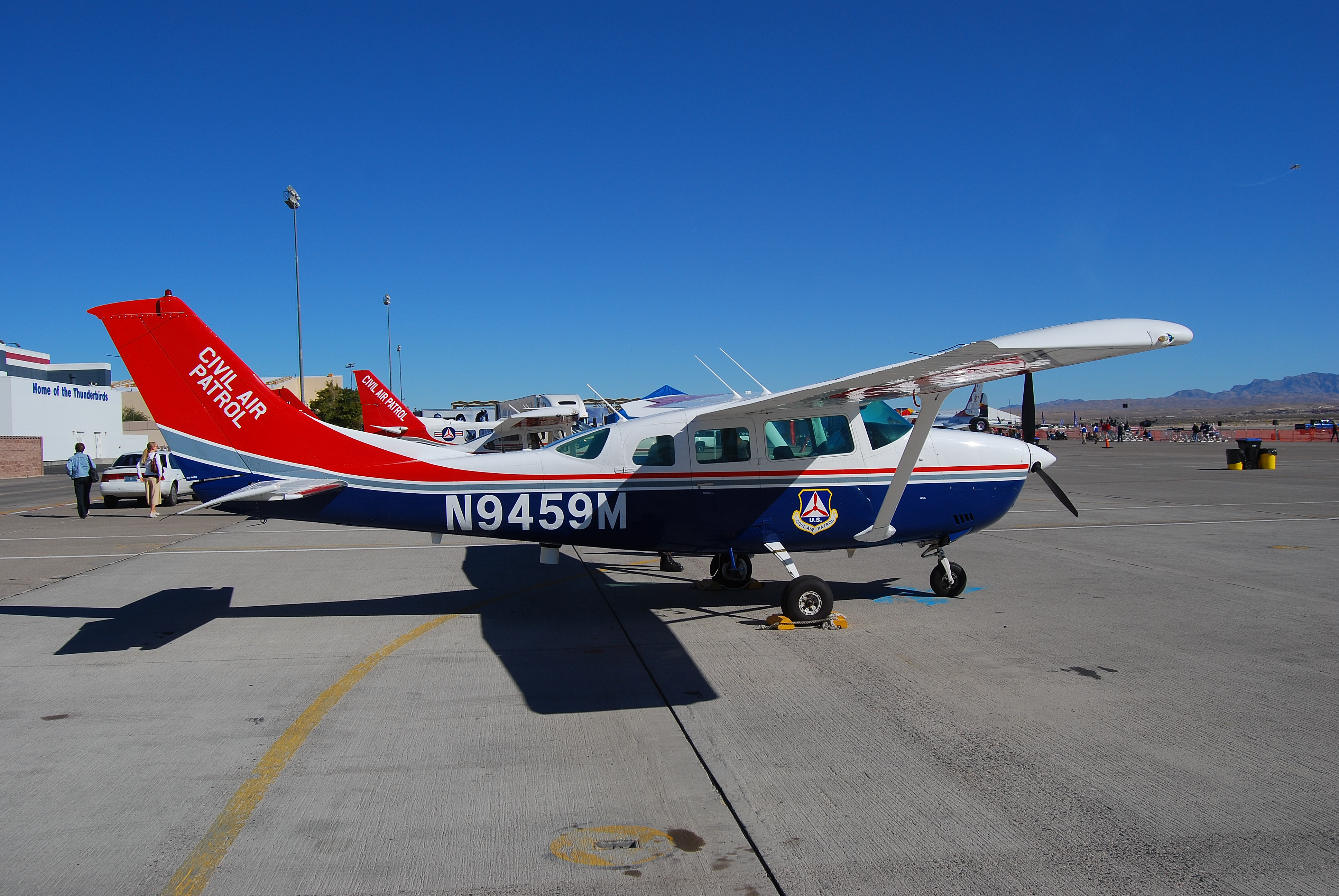
塞斯纳206
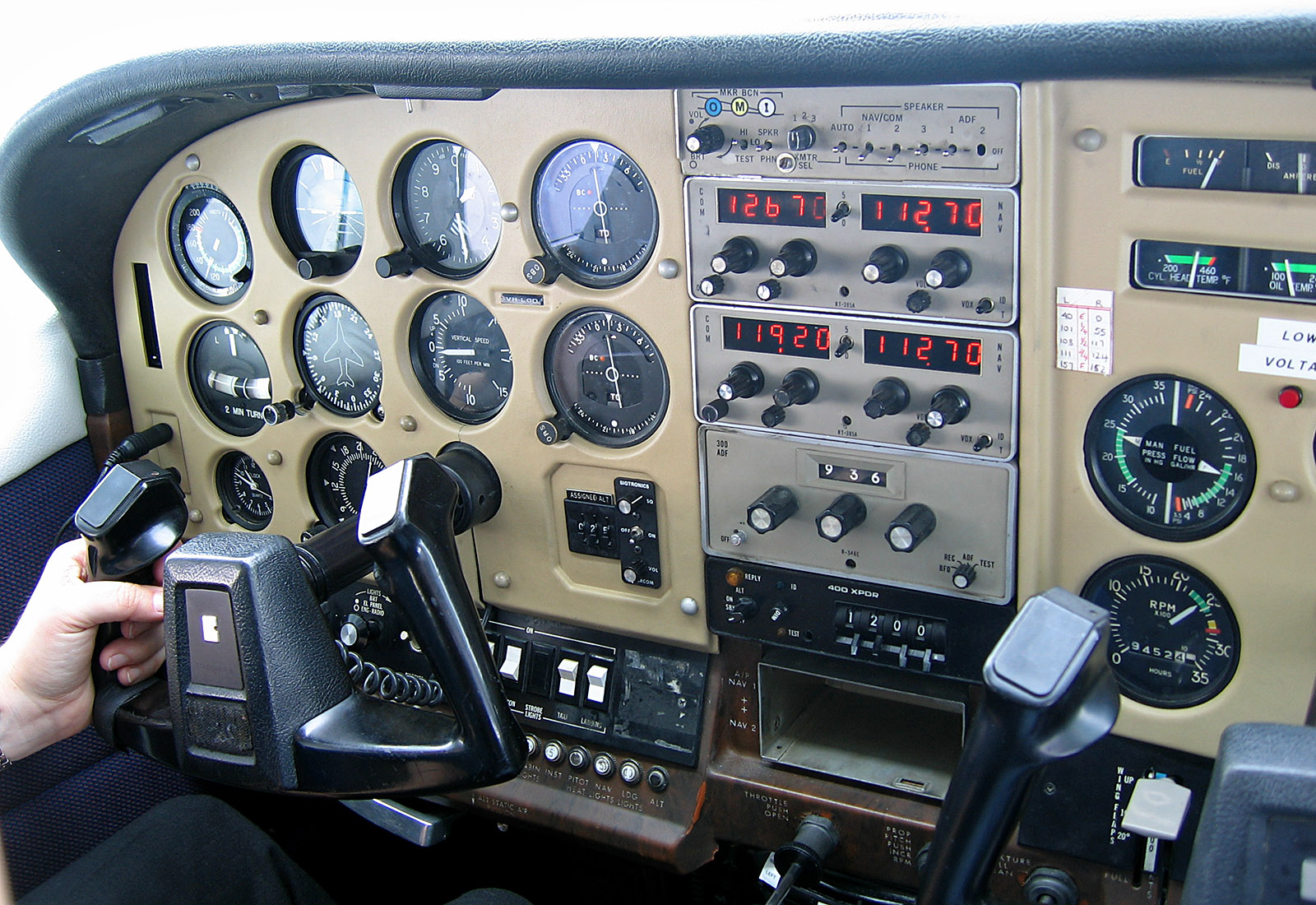
1970年代生产的Cessna U206的仪表盘。
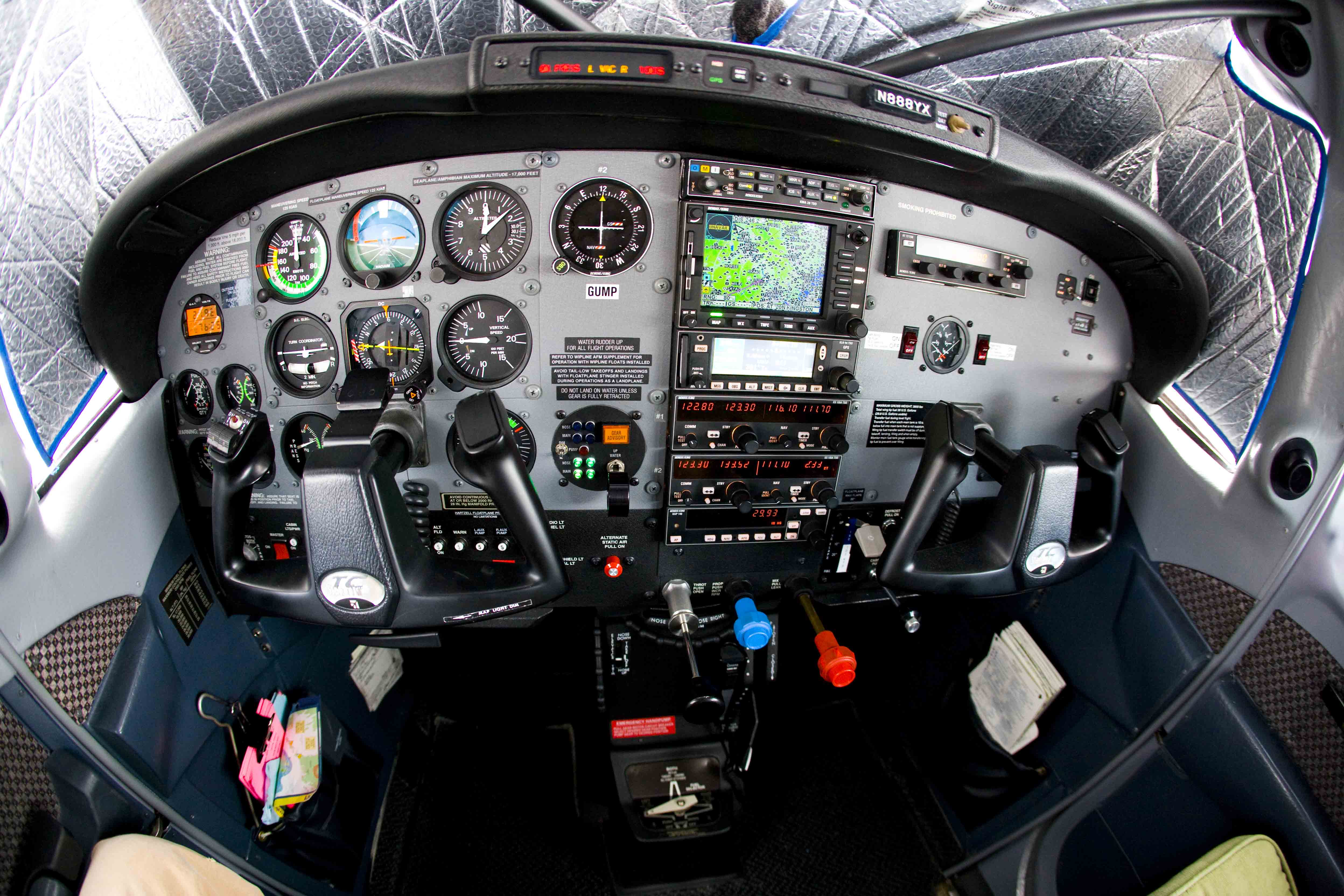
2001年所产塞斯纳T206H的数模混合仪表盘
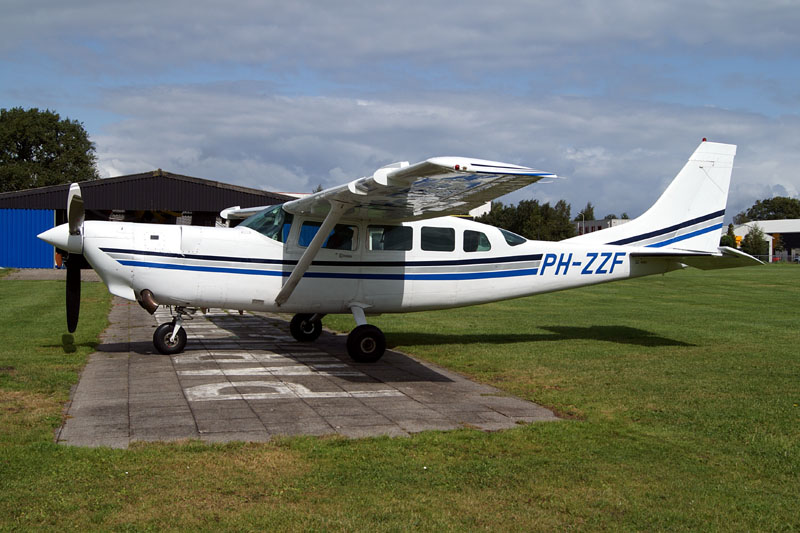
一台改装了涡轮增压发动机的塞斯纳207A
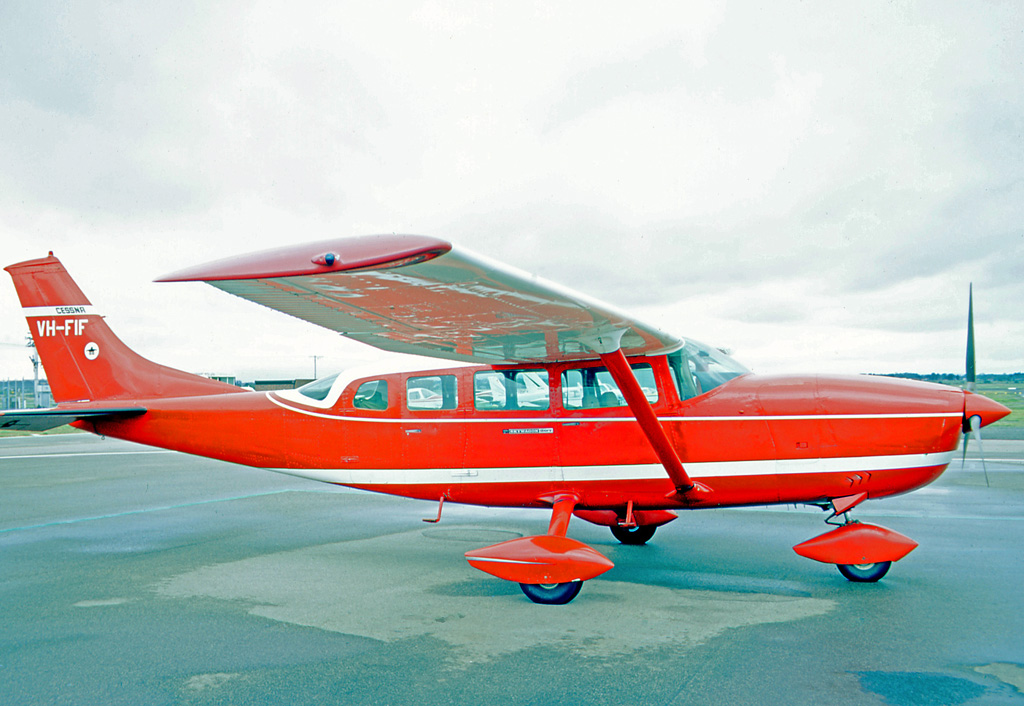
塞斯纳207